# Stylosomus lutetianus
Stylosomus lutetianus es una especie de insecto coleóptero de la familia Chrysomelidae.
Fue descrita científicamente en 1914 por Sainte Claire Deville.